# Caroline Spurgeon

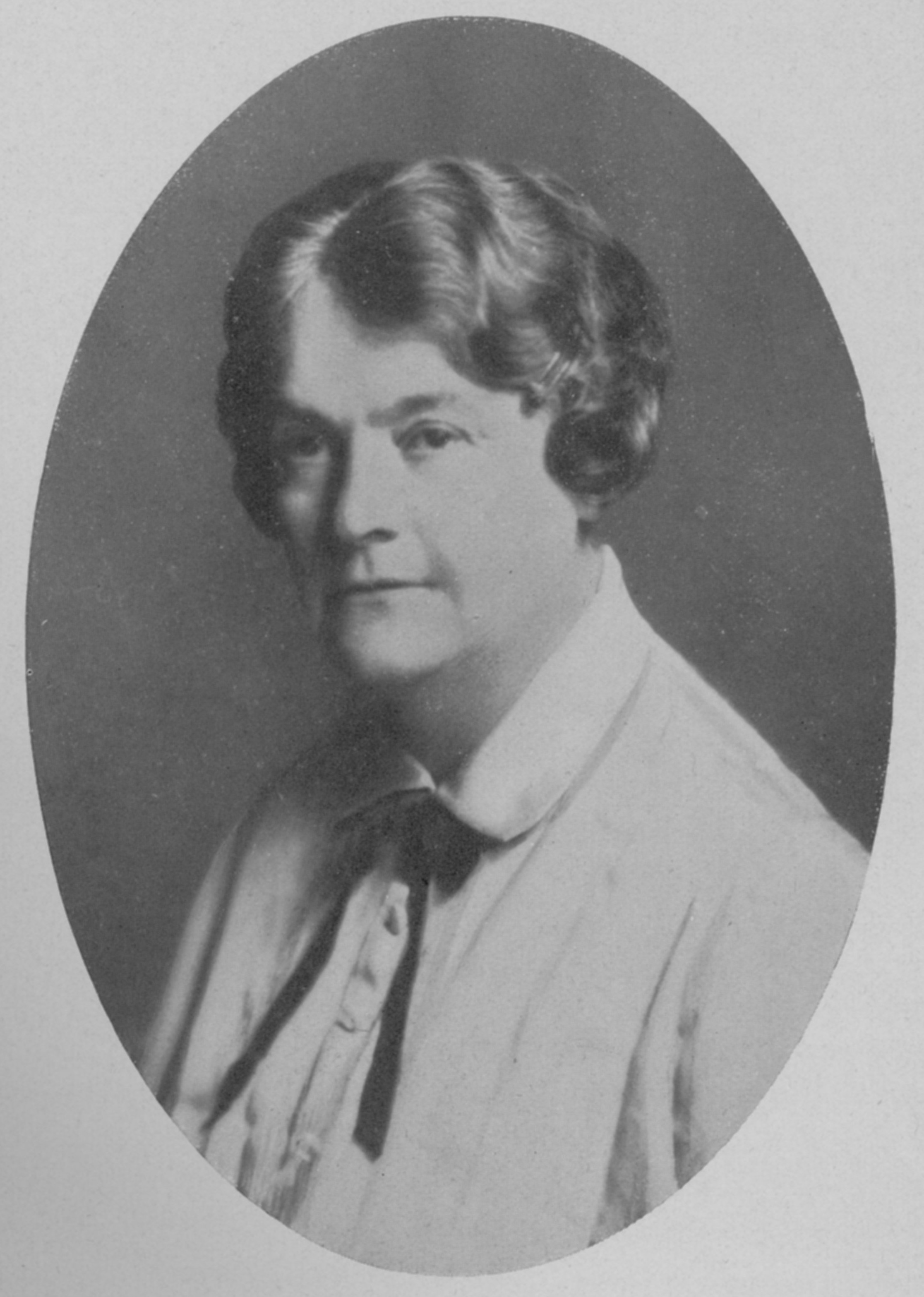
Caroline Spurgeon, um 1930

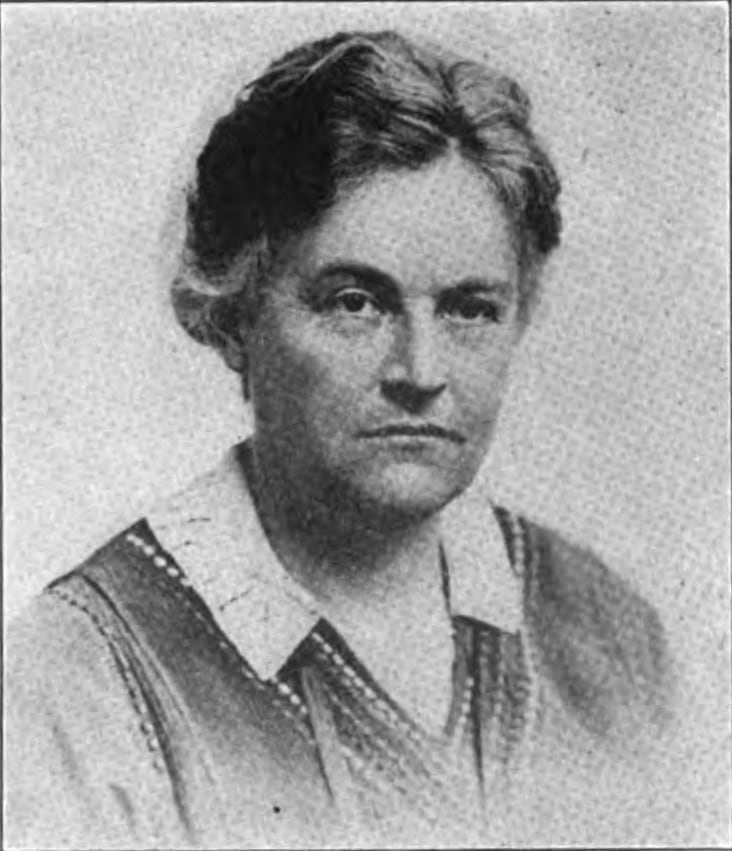
Caroline Spurgeon

Caroline Francis Eleanor Spurgeon (* 24. Oktober 1869 in Indien; † 24. Oktober 1942 in Tucson, Arizona) war eine englische Literaturwissenschaftlerin (Anglistik), bekannt für ihre Arbeiten zu Geoffrey Chaucer und William Shakespeare. Sie war die erste Professorin an einer englischen Universität. 

## Leben
Spurgeon wurde als Tochter eines britischen Offiziers (Captain Christopher Spurgeon) in Indien geboren. Ihre Mutter starb bei ihrer Geburt, der Vater fünf Jahre später. Ihre Jugend verbrachte sie in Frankreich und Deutschland. Spurgeon besuchte das Cheltenham College in Gloucestershire und studierte an der Universität Dresden, dem Kings College in London und dem University College London (wo sie Morley Medalist war). Sie bereitete sich auf Prüfungen der „Oxford Honours School of English Language“" vor, die sie 1899 mit Bestnoten abschloss. Ab 1900 unterrichtete sie englische Literatur an Abendschulen in London, wo sie 1901 der Fakultät des Bedford College der Universität London als Assistenz-Dozentin (assistent lecturer) beitrat. 1906 wurde sie Dozentin für englische Literatur und 1913 bis 1929 Professor (Hildred Carlile Chair) für englische Literatur (die erste Professorin an einer Londoner Universität und überhaupt an einer englischen Universität) und Vorsitzende der Fakultät. 1911 erhielt sie an der Sorbonne in Paris für „Chaucer devant la critique en Angleterre et en France depuis son temps jusqu´a nos jours“ (Paris 1911), an dem sie ein Jahrzehnt gearbeitet hatte, den Doktortitel unter Émile Legouis. Erst 1929 erhielt sie in England einen Doktor in Literatur – von der Universität London für „Five hundred years of Chaucer criticism and allusion 1357-1900“ (Cambridge University Press 1925). 1913 erschien ihr Buch „Mysticism in english literature“ bei Cambridge University Press. 1916 wurde sie „Fellow of the Royal Society of Literature“.
1918 war sie in einem Austauschprogramm des „British Education Board“ in den USA, wo sie Virginia Gildersleeve (1877–1965) traf, damals Dean des Barnard College der Columbia University in New York, mit der sie von da an eine lebenslange Freundschaft verband. Sie verbrachten regelmäßig die Sommer in den Downs, wo sie 1925 ein Landhaus nahe Alciston kauften, und den Herbst in New York, wo sie 1920/2 Gastprofessorin an der Columbia University war. Zu dem Freundeskreis gehörte auch Meta Tuke, Dekanin des Bedford College, und Lilian Clapham, eine hochrangige Staatsbeamtin. 1936 zog Spurgeon wegen ihrer Arthritis ins trockene Klima von Tucson in Arizona, wo sie 1942 starb. Caroline Spurgeon ließ sich neben ihrer engen Freundin, der 1935 verstorbenen Lilian Clapham, in Alciston begraben.
Spurgeon ist vor allem bekannt für ihr 1935 bei Cambridge University Press erschienenes Buch „Shakespeares Imagery and what it tells us“, das nach zehn Jahren Vorbereitung entstand und in dem sie detailliert die Verwendung von bildlichen Metaphern in Shakespeares Stücken untersucht und daraus Rückschlüsse auf seine Biographie und Person zu ziehen sucht. Sie weisen nach ihr auf einen ländlichen Hintergrund und nicht auf ein akademisches oder höfisches Umfeld. Dieser Teil ihrer Untersuchung war auch Gegenstand der Kritik gewesen, sie würde diese Rückschlüsse in naiver Weise übertreiben; teilweise spottete man auch, sie würde das Bild eines viktorianischen Gentleman in Shakespeare hineinlesen. Spurgeon zeigt, wie einzelne Dramen von bestimmten Bildmotiven beherrscht werden und stellt auch deutliche Unterschiede in der Verwendung von Metaphern zu Autoren wie Christopher Marlowe, Ben Jonson und Francis Bacon (der im 19. Jahrhundert Gegenstand der William-Shakespeare-Urheberschaftsdebatte war) heraus.
1920 bis 1921 war Spurgeon erste Präsidentin der International Federation of University Women, die sie mit Gildersleeve gründete.

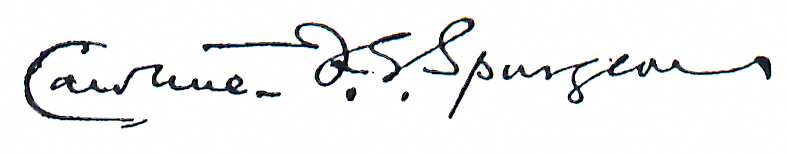
Signatur 1929

## Schriften
- Mein Arbeitsweg (1929), in: Elga Kern (Hrsg.): Führende Frauen Europas, München 1999 [1928], S. 88–92